# Chefferie de Bangangté
La Chefferie des Rois Bangangté est un groupe d'édifices historiques de la ville de Bangangté, capitale du Ndé. Il est le siège du Royaume Bangangté, où réside le chef-supérieur des peuples Bangangté. Le Palais royal de Bangangté où le roi des Bangangté réside, a été construit au XIIIe siècle.

## Histoire

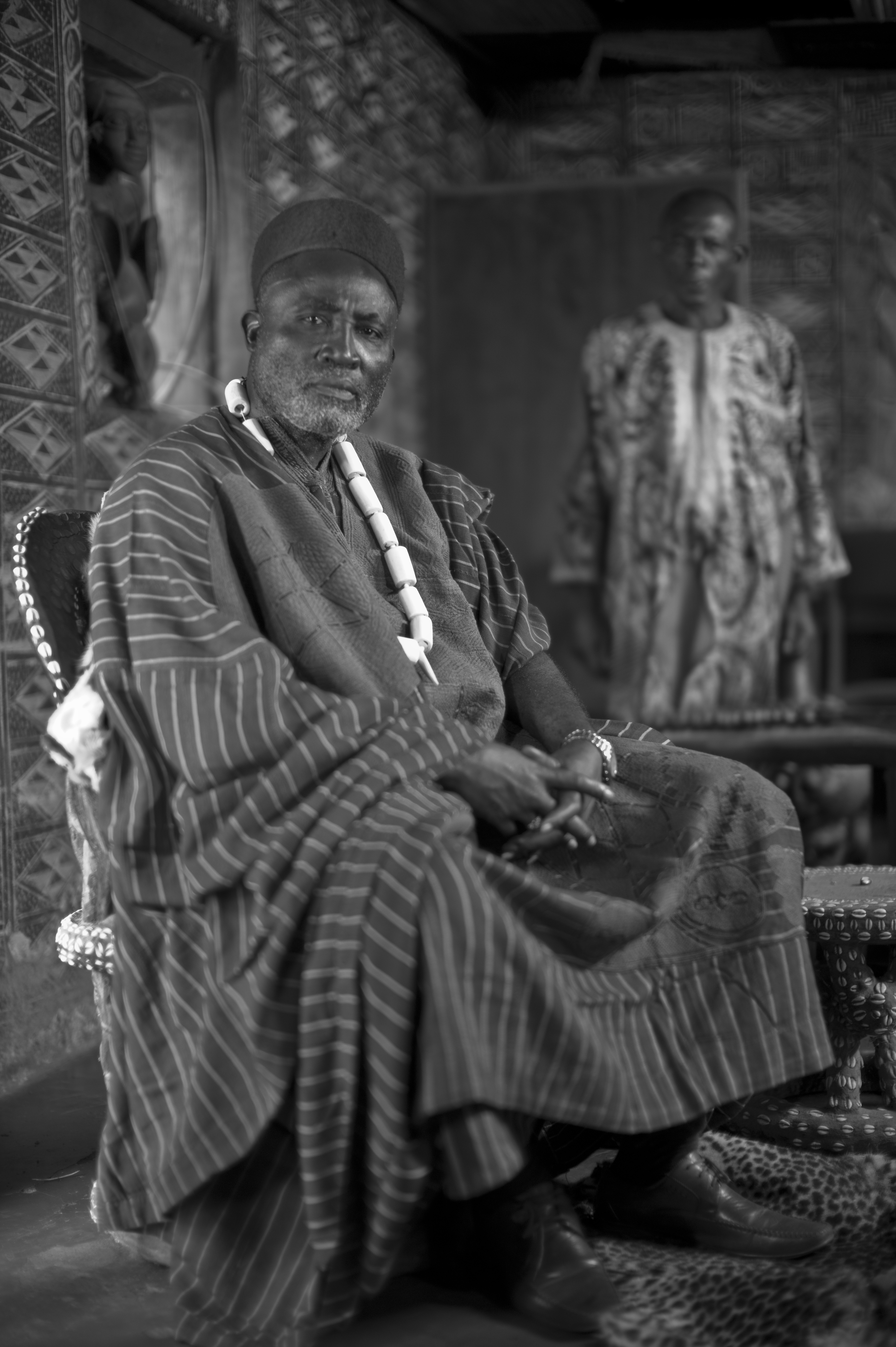
Le Roi des Bangangté.

Le palais propose plusieurs siècles d'histoire de la royauté Bamiléké à Bangangté.
Le souverain, malgré la colonisation et les indépendances, continue à exercer. Administrateurs, hommes politiques et ministres recherchent son appui, et il préside encore des procès coutumiers. Quiconque accuse d’avoir commis un vol dans la chefferie doit s’y rendre. II ne sortira que s’il a juré par trois fois sur la statue sacrée, et s’il est l’auteur du délit, il mourra dans les cinq jours.

## Dynastie
Le roi actuel est Nji Mohnlu Seidou Pokam.

### Liste des chefs Bangangté
| Identité                           | Période | Période | Durée  |
| Identité                           | Début   | Fin     | Durée  |
| ---------------------------------- | ------- | ------- | ------ |
| Francois Njiké Pokam (1947 - 1987) | 1974    | 1987    | 13 ans |
| Nji Mohnlu Seidou Pokam            | 1987    |         |        |

## Architecture

### Le porche d'entrée
Un porche sculpté ouvre le chemin vers les domaines royaux, cases, chefferies, palais et forêts sacrées.

### La statue du félin
Derrière la case royale se trouve celle d'un félin, symbole de la puissance du Royaume.

### Le terrain des fêtes et les huttes alentour
Le terrain des fêtes est bordé de nombreuses huttes ou reposent d’énormes tambours dont le son annonce et rythme le déroulement des fêtes.

### Forêt royale
Le Palais possède un domaine forestier de près de 25 hectares, ce qui en fait une des plus grandes chefferies Bamiléké au domaine forestier conséquent et conservé.

## Culture et traditions

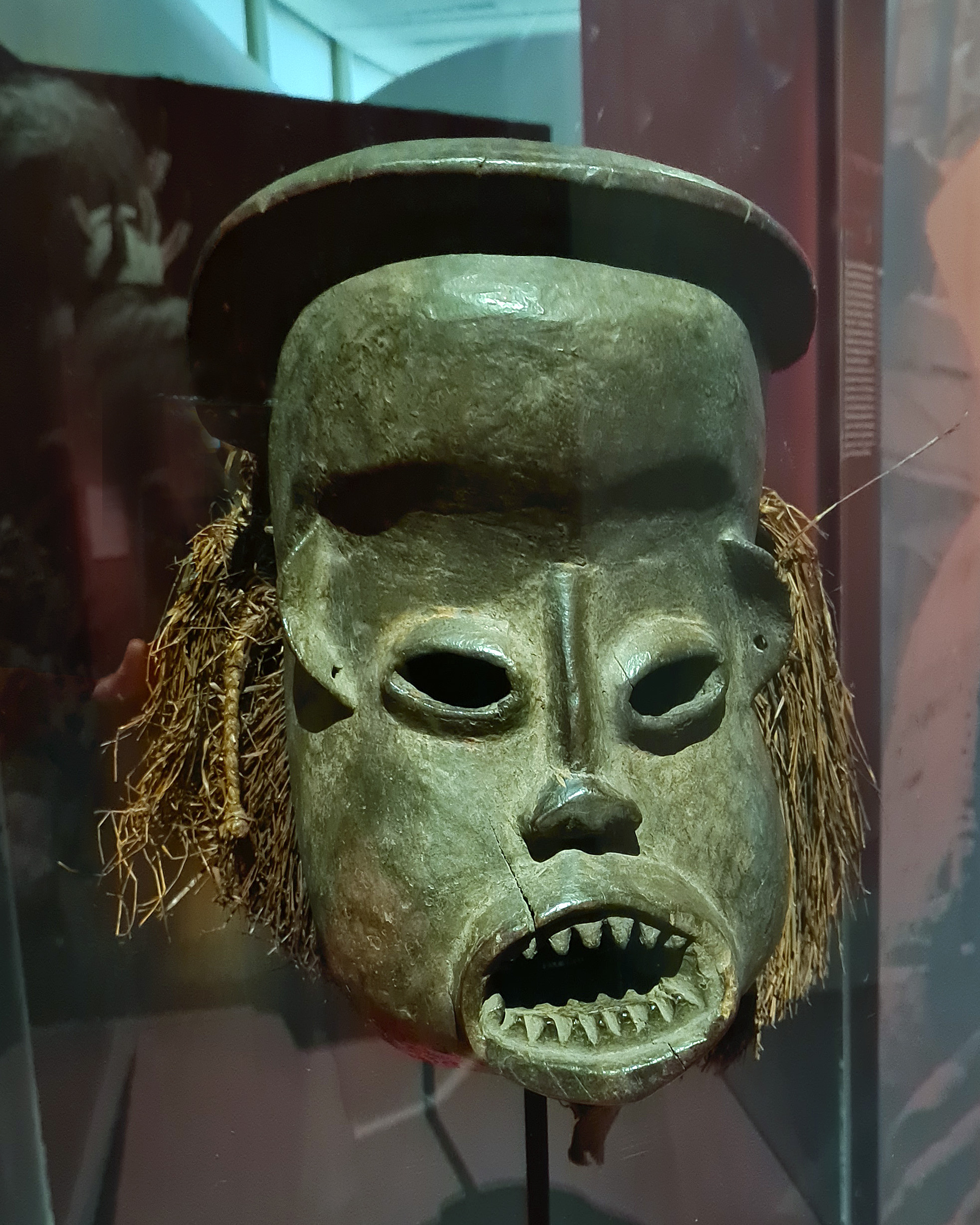
Masque de la société secrète Mandjong. Utilisez dans les cérémonies pour les dance dance traditionnelle et autres événements
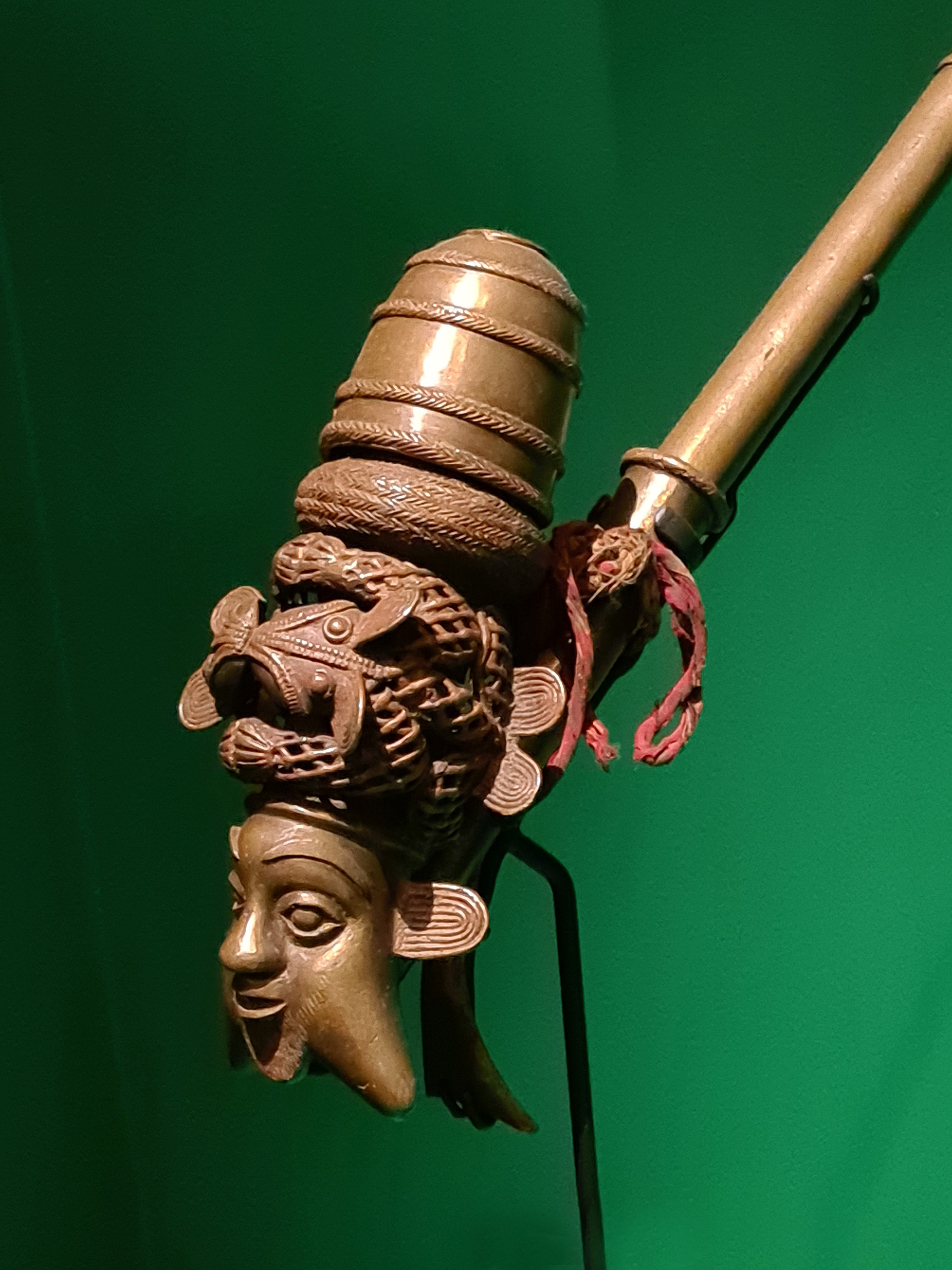
Pipe d'apparat tenkidaba.

## Tourisme
Le palais de Bangangté se trouve en bordure de la ville de Bangangté, sur la route vers Yaoundé.